# 백자 철화포도원숭이문 항아리
백자 철화포도원숭이문 항아리(白磁 鐵畵葡萄猿文 壺)는 산화 철로 포도와 원숭이 무늬를 그려 넣은, 조선 백자 항아리이다. 1962년 12월 20일 대한민국의 국보 제93호로 지정되었다.
직립된 넓은 입 부분와 어깨에서 벌어져 몸통 윗 부분에서 중심을 이루었다가 좁아져 세워진 단아한 모습이다.
문양은 짙은 철사로 몸통에 포도 덩굴의 잎과 줄기의 사실적 모습과 포도 덩굴에서 곡예하는 원숭이의 모습을 활달하고 세련된 솜씨로 그려 놓았다. 구부에는 사각모양의 철채문대를 돌려서 이 항아리의 장식효과를 더해 주고 있다.
유약은 유백색의 담백한 색채를 전면에 칠하여 철사의 색깔과 어울리도록 하고 있다.
경기도 광주 일대의 궁평리요 등에서 18세기 전반경에 제작한 회화성이 뛰어난 화원의 솜씨가 깃든 작품으로 추정된다.
따라서 국보 제107호 백자 철화포도문 항아리와 함께 조선자기 가운데 드물게 보이는 귀족적 취미의 가작이다.

## 갤러리

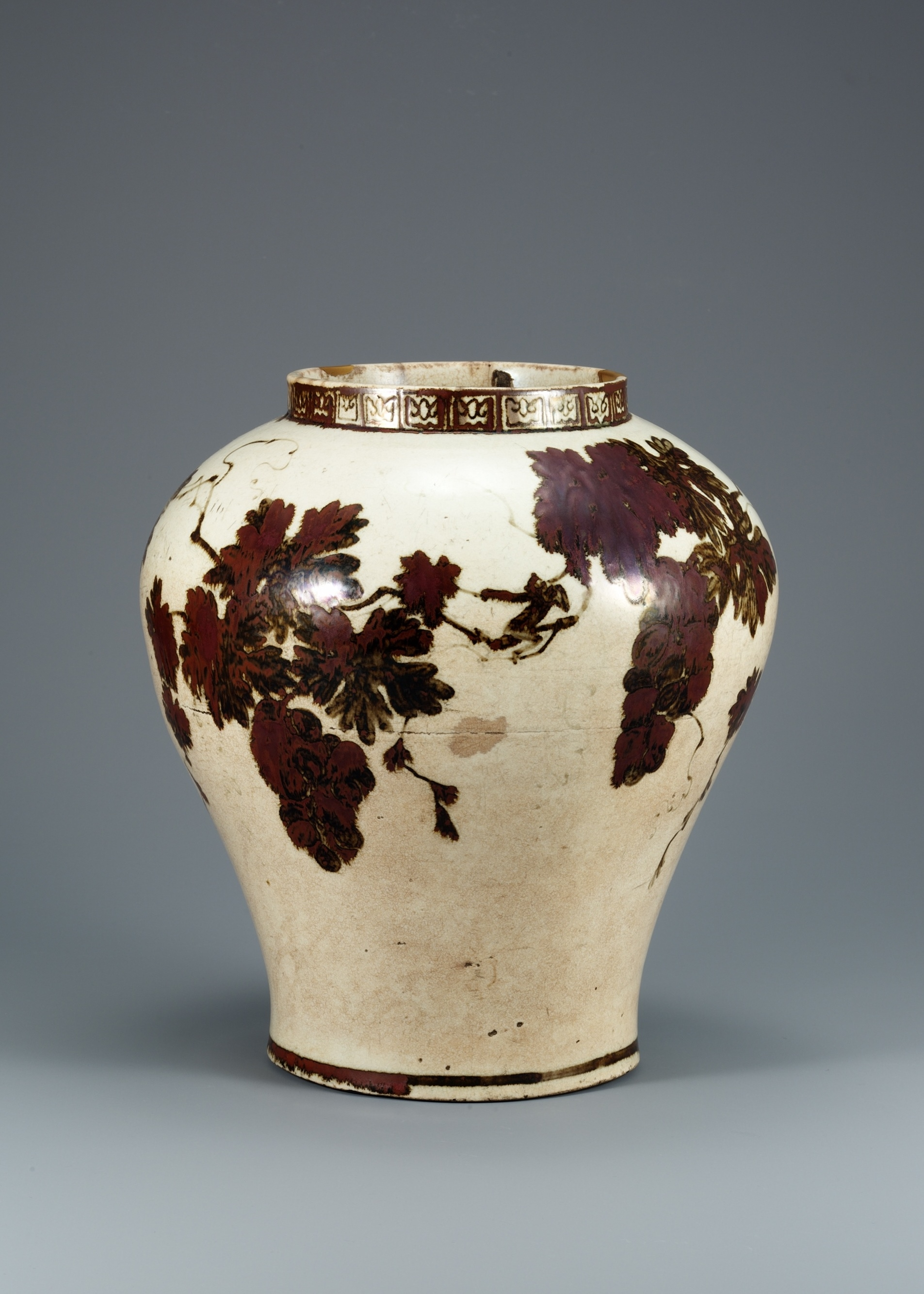

## 참고 문헌
- 본 문서에는 서울특별시에서 지식공유 프로젝트를 통해 퍼블릭 도메인으로 공개한 저작물을 기초로 작성된 내용이 포함되어 있습니다.